# Museo San Francisco (Santiago de Chile)
El Museo San Francisco se encuentra ubicado en lo que fue el convento de la Iglesia de San Francisco, en la ciudad de Santiago, Chile. Fue fundado en el año 1969 y su directora actual es la arquitecta Carolina Vergara. Alberga la mayor colección de arte colonial del continente. 

## Convento de la Santísima Trinidad
Este Museo se ubica en el Convento Franciscano de la Alameda, concluido en 1623, que es -junto al templo de San Francisco- el conjunto colonial más antiguo de la ciudad de Santiago; uno de los pocos edificios en sobrevivir los embistes del Terremoto de Santiago de 1647. Las siete salas que componen su recorrido se reparten a lo largo de los corredores inferiores del primer patio del claustro, que rodea un exuberante jardín con especies nativas e introducidas, además de una pileta central y aves exóticas. 
En este sitio se puede encontrar la colección de arte colonial más importante de la ciudad y una de las más relevantes a nivel americano, ya que conserva la Serie de la Vida de San Francisco confeccionada en el taller del pintor cusqueño Basilio Santa Cruz, en excelente estado de conservación.

## Sala Sacristía y San Pedro
En esta sala se muestra la historia de la Orden Franciscana en Chile y está dedicada al culto mariano. Para ingresar a esta sala se atraviesa la puerta más antigua de Santiago, tallada al estilo mudéjar, y la sillería de coro del templo antiguo, que son los vestigios de las primeras carpinterías del siglo XVII, ambas fabricadas con ciprés de la cordillera. Otros objetos de gran valor histórico son el monumental "Árbol genealógico de la Orden Franciscana" de 1723, la "Serie de la Virgen" y el "Altar barroco de San Borja" fabricado en los talleres jesuitas de Calera de Tango.
A continuación, se atraviesa la Sala de San Pedro, que introduce al visitante a las prácticas más cotidianas de los religiosos del convento y que concluye con una reconstrucción de una celda franciscana. Destaca en esta sección el "Cristo Chilote".

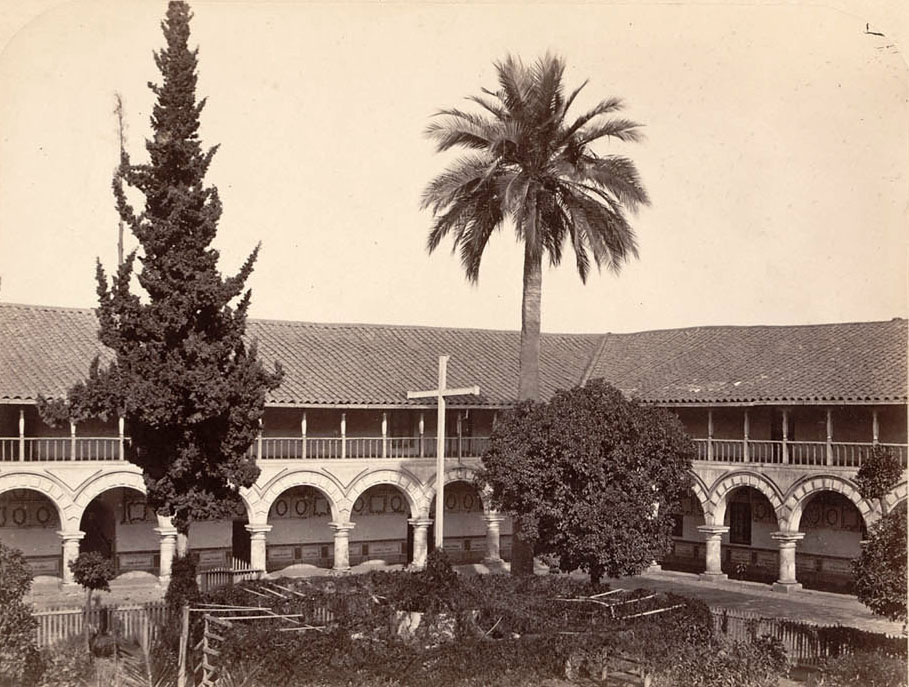
Vista del patio del convento de San Francisco, actual sede del museo, en 1865.

## Sala Gabriela Mistral
En la sala Gabriela Mistral exhibe en su interior la medalla, el diploma y los facsímiles del Premio Nobel de Literatura ganado por la poetisa en 1945, y que ella legó al pueblo chileno bajo custodia de la Orden Franciscana.

## Sala Capitular
En esta sala, antiguamente dedicada a obras varias, hoy se encuentran las obras de los autores y talleres coloniales más relevantes de la colección del Museo. Se pueden observar obras maestras de Gaspar de la Cueva, del círculo de Gregorio Gamarra, José Gil de Castro, Melchor Pérez de Holguín y el cuadro virreinal más antiguo de Chile del pintor italiano Angelino Medoro. Este espacio también se dedica a las exposiciones temporales. 

## Gran Sala

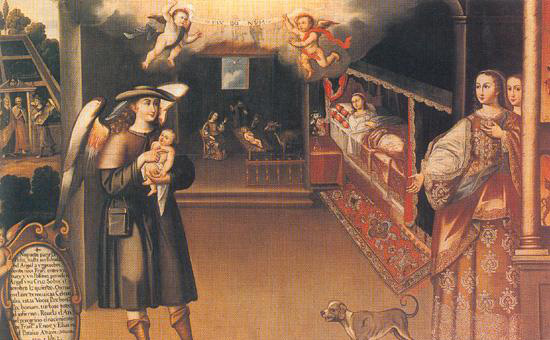
El nacimiento de San Francisco de Asís, parte de la serie de cuadros de la vida de Francisco de Asís, obra de Basilio Santa Cruz.

La "Serie de la Vida de San Francisco" es una de las colecciones de pintura virreinal más importantes de la región. Se compone de 54 pinturas de gran formato pintadas en Cuzco entre los años 1668 y 1684 en el taller del cusqueño Basilio Santa Cruz, en la que colaboraron además Juan Zapaca Inga y Pedro Nonasco. Fue pintada tomando como referencia la serie existente en el Cuzco, pero la versión chilena es una de las mejores conservadas a nivel sudamericano

## Sala de la República
Esta sala, recientemente restaurada, está dedicada a las piezas que relatan la transición entre el período colonial y la república, tales como los balautros del Palacio de La Moneda, fanales domésticos, imaginería popular, y objetos pertenecientes a Bernardo O'Higgins.

## Jardín del museo
El jardín se encuentra en el centro del convento y del Museo San Francisco, cuenta con aproximadamente 40 especies arbóreas distintas, además de ser la morada de aves tales como pavos reales y gallos, sumado las aves de paso que se posan por sus árboles. En el punto central se encuentra una pileta que cuenta con una variedad de peces y tortugas. Los pasillos del jardín los adornan columnas toscanas que sostienen el convento de los Hermanos Menores de la Orden Franciscana.